# مطار مانو داياك الدولي
مطار مانو داياك الدولي (إياتا: AJY، إيكاو: DRZA) هو مطار دولي يخدم مدينة أغاديس، النيجر.